# Johann Christian Ludwig Klauer
Johann Christian Ludwig Klauer (* Januar 1782 in Weimar; † nach 1813 verschollen) war ein deutscher Bildhauer.

## Leben und Werk
Er war Sohn des Weimarer Hofbildhauers Martin Gottlieb Klauer, dessen Werkstatt er nach dessen Ableben 1801 einige Zeit zusammen mit seiner Mutter weiterführte. Über neue Terrakotten, welche Ludwig Klauer unter seiner Leitung in die Produktpalette aufgenommen hätte, ist bisher wenig (oder nichts) bekannt. Den Bestellkatalogen seines Vaters jedenfalls folgte keine Aktualisierung. Überhaupt ist über das Leben Ludwig Klauers kaum etwas bekannt, wenn man das Jahr 1805 einmal ausnimmt. Im Jahr 1805 nahm er die Totenmaske des Dichters Friedrich Schiller ab. Die Werkstatt wurde bis 1805/06 betrieben, wie aus den Rechnungsbüchern des Landes-Industrie-Comptoire festgestellt werden konnte. Der Werkstattbetrieb hatte aber große wirtschaftliche Schwierigkeiten. Nach den Freiheitskriegen lebte er noch kurze Zeit in Weimar und ist dann verschollen. Ebenso wie sein Vater porträtierte er Dichter wie zum Beispiel Christoph Martin Wieland. Diese wiederum ist die einzige urkundlich bestätigte Porträtbüste dieses Dichters von seiner Hand, die er nach einer Lebendmaske abgenommen hatte. Es sind aber auch weitere Porträts ihm zuzuweisen wie u. a. von Johann Gottfried Herder. Die ranghöchste von ihm porträtierte Persönlichkeit war Herzogin Anna Amalia. Seine Bedeutung als Bildhauer der Weimarer Klassik insgesamt betrachtet ist nicht gering zu veranschlagen, reicht allerdings nicht an die des Vaters heran. Er scheint (fast) ausschließlich als Porträtist gearbeitet zu haben, da großstatuarische Plastik von ihm nicht nachzuweisen ist. Weiterhin bekannt ist seine Büste von Schiller. Zu einer von Christoph Martin Wieland, die sich einer Darstellung nach im Schillerhaus Weimar befand, schrieb Eduard Scheidemantel einen Aufsatz. Im Gebäude des Wielandgut (Oßmannstedt) befindet sich diese Wielandbüste. Im Jahr 1805 kamen durch Ludwig Klauer und sicher nicht -wie angegeben ist- durch Martin Gottlieb Klauer, sowohl die Schillerbüste als auch die Wielandbüste im Journal des Luxus und der Moden zur Anzeige, da letzterer bereits 1801 verstorben war und die Anzeige vom kürzlich verstorbenen Schiller sprach. Die Vorlage lieferte die von Johann Gottfried Schadow gefertigte Wieland-Büste von 1802. Diese befindet sich im Schlosspark Tiefurt und bildet mit dem Steintisch und den Steinbänken die Wieland-Ecke im Schlosspark Tiefurt. Auch für den „Gall’schen Organenschädel“ (siehe Franz Joseph Gall) in Gips dürfte das zutreffen. Auch Johann Wolfgang von Goethe hatte einen solchen anatomischen Schädel nach Gall in seiner naturwissenschaftlichen Sammlung, der auch noch erhalten ist. Sein Schädel nach Gall konnte aber nicht aus der Klauer’schen Werkstatt stammen, die ihren Vertrieb über das Landes-Industrie-Comptoire des Friedrich Justin Bertuch organisierte, da er nicht aus Gips gefertigt, sondern echt war. Dieser Schädel wurde Goethe von dem Anatomen Justus Christian Loder zugesandt. Klauer wiederum dürfte mit einiger Wahrscheinlichkeit allerdings die Anregung von Goethe erhalten haben, den Gall’schen Schädel in seine Produktpalette aufzunehmen. Die Gall’sche Schädellehre jedenfalls war in jener Zeit sehr angesehen, wenn sie auch bald zunehmend kritisiert wurde und schließlich in Vergessenheit geriet.
Er war einer der wenigen Trauergäste bei Schillers Begräbnis und gehörte wohl auch zu den Sargträgern. Als die Überreste Schillers 1826 auf Anweisung des Weimarer Bürgermeisters Carl Leberecht Schwabe aus dem Kassengewölbe geborgen werden sollten, orientierte man sich an Klauers Abguss der Totenmaske, um die Gebeine aufzufinden. Der bei einem Vergleich mit 22 anderen Exemplaren Schiller zugeordnete Schädel wurde später einige Zeit von Goethe verwahrt und veranlasste diesen zu seinem Gedicht Bei Betrachtung von Schillers Schädel. Dieser Schädel war jedoch nicht der von Schiller. Der Anatom Hermann Welcker stellte 1883 fest, dass die Totenmaske Schillers, die Klauer abgenommen hatte, nicht mit dem Schädel übereinstimmte, welchen Carl Leberecht Schwabe als den Schillers erklärt hatte. Hier begann der Streit der Anatomen über Schillers Schädel.
Seit 1813 ist Klauer verschollen. Über sein Schicksal, das möglicherweise mit den Folgen der Völkerschlacht zusammenhing, ist nichts bekannt.